# Pavel Patera
Pavel Patera (* 6. September 1971 in Kladno, Tschechoslowakei) ist ein ehemaliger tschechischer Eishockeyspieler, der über viele Jahre beim HC Kladno aktiv war und zudem 32 Spiele für die Dallas Stars und Minnesota Wild in der National Hockey League absolviert hat. Zuletzt stand er beim HC Sparta Prag als Cheftrainer unter Vertrag.

## Karriere
Pavel Patera begann seine Karriere in seiner Geburtsstadt Kladno beim HC Poldi Kladno, bei dem er in der Saison 1990/91 sein Debüt in der höchsten Spielklasse der Tschechoslowakei, der 1. Liga, gab. Er spielte bis 1996 für seinen Heimatklub und konnte von Jahr zu Jahr sein Spiel verbessern. In zwei aufeinander folgenden Spielzeiten wurde er Topscorer der 1993 gegründeten tschechischen Extraliga.
Im Sommer 1996 wechselte er zusammen mit seinen Sturmpartnern bei Kladno und in der tschechischen Nationalmannschaft, Martin Procházka und Otakar Vejvoda, nach Schweden in die Elitserien zum AIK Stockholm. Procházka wechselte ein Jahr später zu den Toronto Maple Leafs, während Vejvoda seine Karriere zu Beginn der Saison 1997/98 aufgrund einer Verletzung beenden musste. Beim NHL Entry Draft 1998 wurde Patera von den Dallas Stars in der sechsten Runde an 153. Stelle ausgewählt. Allerdings wechselte er nicht nach Nordamerika, sondern kehrte nach Tschechien zum HC Vsetín zurück und gewann mit Vsetín die tschechische Meisterschaft.
Nach einer Spielzeit für Vsetín unterschrieb er einen Vertrag bei den Dallas Stars, absolvierte aber nur zwölf Spiele für die Stars und kehrte nach Vsetín zurück. Vor der Spielzeit 2000/01 wechselte er zu den Minnesota Wild, wurde aber nach 20 Spielen für die Wild an die Cleveland Lumberjacks abgegeben, die in der IHL spielten.
Da seine Versuche in Nordamerika Fuß zu fassen weitestgehend erfolglos verliefen, entschied er sich zu einer Rückkehr nach Europa. Zunächst absolvierte er drei Spiele für seinen Heimatverein HC Kladno, bevor er zum russischen Erstligisten HK Awangard Omsk wechselte. Er spielte insgesamt drei Jahre für Omsk und konnte mit Awangard 2004 die russische Meisterschaft gewinnen. Nach diesem Erfolg kehrte er zu seinem Heimatklub zurück, für den er bis 2014 mit einer Ausnahme spielte. Am Ende der Spielzeit 2005/06 verpasste Kladno die Playoffs und Patera wurde vom schwedischen Erstligisten Färjestad BK ausgeliehen, für den er 26 Spiele absolvierte und die schwedische Meisterschaft gewann.
Ab 2007 agierte Patera bei Kladno als Mannschaftskapitän und gehörte trotz seines Alters stets zu den Topscorern des Teams.
2014 wechselte er noch einmal innerhalb der Extraliga zum HC Olomouc, für den er 65 weitere Spiele absolvierte. Im Juni 2015 beendete er seine Karriere im Alter von 43 Jahren.

### International
Pavel Patera debütierte am 16. April 1994 in Augsburg für die tschechische Nationalmannschaft und nahm in den folgenden Jahren an allen großen internationalen Titelkämpfen teil. Mit dem Nationalteam  gewann er vier Gold- und zwei Bronzemedaillen bei Weltmeisterschaften. Der größte Erfolg seiner Karriere war der Gewinn der Goldmedaille bei den Olympischen Winterspielen 1998 in Nagano. Sein letztes Länderspiel absolvierte er am 7. September 2003 in Pardubice im Rahmen der Euro Hockey Tour 2002/03.

### Als Trainer
Seit 2015 arbeitet Patera als Eishockeytrainer, zunächst im Nachwuchsbereich des HC Kladno, später als Chef- und Assistenztrainer bei der Profimannschaft.
Zwischen 2018 und 2022 war er Co-Trainer beim BK Mladá Boleslav aus der Extraliga, eher zur Saison 2022/23 das Traineramt beim HC Sparta Prag übernahm. Anfang November 2022 wurde er von Sparta Prag entlassen.

## Erfolge und Auszeichnungen
| - Gewinn der Weltmeisterschaft 1996, 1999, 2000, 2001 - Bronzemedaille bei den Weltmeisterschaften 1997 und 1998 - 1998: Olympiasieger im Eishockey - 1999: Gewinn der tschechischen Meisterschaft - 2004: Gewinn der russischen Meisterschaft - 2006: Gewinn der schwedischen Meisterschaft | - Topscorer der Extraliga (Tschechien) 1993/94 und 1994/95 - meiste Torvorlagen (Assists) Extraliga (Tschechien) 1994/95 und 2006/07 - meiste Torvorlagen bei der Eishockey-Weltmeisterschaft 1997 - Second All-Star-Team bei der Eishockey-Weltmeisterschaft 1998 - All-Star-Team Karjala Cup 1998–1999 - Topscorer und bester Vorlagengeber der Superliga 2002/03 - Höchste Plus/Minus-Wertung der Superliga 2002/03 |

## Karrierestatistik

### International
(Legende zur Spielerstatistik: Sp oder GP = absolvierte Spiele; T oder G = erzielte Tore; V oder A = erzielte Assists; Pkt oder Pts = erzielte Scorerpunkte; SM oder PIM = erhaltene Strafminuten; +/− = Plus/Minus-Bilanz; PP = erzielte Überzahltore; SH = erzielte Unterzahltore; GW = erzielte Siegtore; 1 Play-downs/Relegation; Kursiv: Statistik nicht vollständig)